# Nokturna (Chopin)
Svých 21 nokturen pro sólový klavír napsal Frédéric Chopin mezi léty 1830 a 1846, dle jiného datování 1827–1848. Dle většiny zdrojů jimi tento žánr dosáhl svého vrcholu.
Prvních 18 nokturen vydal Chopin za svého života, další dvě byla, přes Chopinovo přání všechny jeho nevydané rukopisy spálit, vydána posmrtně. Navíc se k nokturnům řadí i posmrtně vydané Lento con gran espressione cis moll.

## Historický podklad
Chopin se při své tvorbě inspiroval nokturny Johna Fielda, ten však na Chopinovo dílo pohlížel negativně.
| „             | Již jsme viděli plaché, nežné city, které Field ve svých nokturnech obsáhl, nahrazené podivnými, cizími efekty. Pouze jeden génius si přivlastnil tento styl a propůjčil mu vše potřebné. Chopin ve svých poetických nokturnech nezpíval pouze s harmonií, která je pro nás zdrojem nepopsatelného potěšení, ale také ukázal netrpělivost a zmatek, které jeho nokturna vyvolávají. | “ |
| — Franz Liszt | |   |

Často je také zmiňována podobnost s Belliniho kavatinami, ačkoliv není zřejmé, zda jimi byl Chopin přímo ovlivněn.

## Forma
Dle Fielda mají všechna Chopinova nokturna zpěvnou melodii v pravé ruce doprovázenou rozloženými akordy. Většina skladeb plní jednoduchou formu A–B–A kde krajní sekce jsou lyrické a melodické, zatímco prostřední část je kontrastní, dramatická. Výjimkou jsou nokturna č. 2, Op. 9 č. 2 a č. 16, Op. 55 č. 2, která nemají kontrastní část, č. 6, Op. 15 č. 3, s codou s novou melodií a č. 12 Op. 37 č. 2 ve formě ABABA.
Všechna nokturna jsou označena Lento, Larghetto nebo Andante, jediné nokturno č. 3, Op. 9 č. 3 vybočuje nadepsáním Allegretto.

## Seznam skladeb
| Pořadové číslo | Tónina   | Opus           | Publikování | Složeno   | Věnování           | Téma |
| -------------- | -------- | -------------- | ----------- | --------- | ------------------ | ---- |
| 1              | b moll   | Op. 9 No. 1    | 1833        | 1830–1832 | Marie Pleyel       |      |
| 2              | Es dur   | Op. 9 No. 2    | 1833        | 1830–1832 | Marie Pleyel       |      |
| 3              | H dur    | Op. 9 No. 3    | 1833        | 1830–1832 | Marie Pleyel       |      |
| 4              | F dur    | Op. 15 No. 1   | 1833        | 1830–1832 | Ferdinand Hiller   |      |
| 5              | Fis dur  | Op. 15 No. 2   | 1833        | 1830–1832 | Ferdinand Hiller   |      |
| 6              | g moll   | Op. 15 No. 3   | 1833        | 1833      | Ferdinand Hiller   |      |
| 7              | cis moll | Op. 27 No. 1   | 1835        | 1835      | Hraběnka d'Apponyi |      |
| 8              | Des dur  | Op. 27 No. 2   | 1837        | 1835      | Hraběnka d'Apponyi |      |
| 9              | H dur    | Op. 32 No. 1   | 1837        | 1837      | Baronka de Billing |      |
| 10             | As dur   | Op. 32 No. 2   | 1837        | 1837      | Baronka de Billing |      |
| 11             | g moll   | Op. 37 No. 1   | 1840        | 1838      |                    |      |
| 12             | G dur    | Op. 37 No. 2   | 1840        | 1839      |                    |      |
| 13             | c moll   | Op. 48 No. 1   | 1841        | 1841      | Laura Duperre      |      |
| 14             | fis moll | Op. 48 No. 2   | 1841        | 1841      | Laura Duperre      |      |
| 15             | f moll   | Op. 55 No. 1   | 1844        | 1842–1844 | Jane Stirling      |      |
| 16             | Es dur   | Op. 55 No. 2   | 1844        | 1842–1844 | Jane Stirling      |      |
| 17             | H dur    | Op. 62 No. 1   | 1846        | 1846      | R. de Konneritz    |      |
| 18             | E dur    | Op. 62 No. 2   | 1846        | 1846      | R. de Konneritz    |      |
| 19             | e moll   | Op. 72         | 1855        | 1827–29   |                    |      |
| 20             | cis moll | Op. P 1 No. 16 | 1870        | 1830      |                    |      |
| 21             | c moll   | Op. P 2 No. 8  | 1870        | 1837      |                    |      |